# Паточная
Паточная — деревня в Рославльском районе Смоленской области России. Входит в состав Перенского сельского поселения. Население — 58 жителей (2007 год). 
Расположена в южной части области в 1 км к юго-востоку от Рославля, в 1 км восточнее автодороги А141 Орёл — Витебск, на берегу реки Перенка. В 1 км юго-восточнее деревни расположена железнодорожная станция Плетни на линии Рославль — Брянск. 

## История
В годы Великой Отечественной войны деревня была оккупирована гитлеровскими войсками в августе 1941 года, освобождена в сентябре 1943 года.